# Gute Väter, schlechte Väter
Gute Väter, schlechte Väter ist ein deutscher Fernsehfilm der Frühling-Filmreihe von Thomas Jauch, der am 29. April 2018 erstmals im ZDF ausgestrahlt wurde.
Der Film erzählt die Geschichte der Dorfhelferin Katja Baumann, gespielt von Simone Thomalla, die Familien in Notsituationen zur Seite steht und gleichzeitig versucht Frühling in die Herzen der Menschen zu tragen. Es ist der 16. Film einer Reihe in deren Mittelpunkt die Menschen des Dorfes mit Namen Frühling stehen.
Marco Girnth ist in einer wiederkehrenden Rolle als Tierarzt Mark Weber besetzt sowie Caroline Ebner als Ärztin Dr. Schneiderhahn und Johannes Herrschmann als Pfarrer Sonnleitner. Christoph M. Ohrt und Kristo Ferkic sind wiederum als Jan und Adrian Steinmann dabei und Jan Sosniok als Tom Kleinke. Die Haupt-Gaststars dieser Folge sind Cristina do Rego, Simon Böer, Michael Mendl, Rebecca Rudolph, Lotte Hanné und Valentin Wessely.

## Handlung
Mark Weber hat sich kurzfristig entschlossen sein Haus zu verkaufen, weil er auf unbestimmte Zeit in Leipzig bei seinem kranken Vater bleiben will. Dorfhelferin Katja Baumann muss sich, als seine Untermieterin, mit dem neuen Besitzer auseinandersetzen. Dies ist ausgerechnet Jan Steinmann, ein alter Schulfreund von ihr, mit dem sie sich nun den Wohnbereich teilen und arrangieren muss. Zusammen mit seinem jugendlichen Sohn Adrian hat sich Steinmann in Frühling niedergelassen und will sich hier seinen alten Traum vom Landleben erfüllen. Während ihre neuen Mitbewohner dabei sind einzuziehen, erreicht Katja ein Anruf von Pfarrer Sonnleitner. Ein Ehepaar ist beim Bergsteigen vermutlich in ein Unwetter geraten und noch immer nicht zurückgekehrt. Die beiden besorgten, minderjährigen Kinder wären nun ohne Aufsicht und Katja solle sich um sie kümmern. So macht sie sich spät abends auf den Weg und versucht Paula und Nicky zu beruhigen. Nachdem die Bergwacht die Urlauber am nächsten Tag findet, scheint Katjas Aufgabe erfüllt. Doch sie macht sich auch weiter Sorgen um die Familie, denn offensichtlich leiden alle unter dem extremen Aktionismus des Familienvaters. Katja findet allmählich heraus, dass Peter Söringer bei all seinem Tun nur darauf bedacht ist, seinem Vater zu beweisen, was für ein „harter Kerl“ er ist und nicht bemerkt, wie er sich und seine Familie damit „kaputt“ macht. Um diesen Teufelskreis zu durchbrechen, kontaktiert Katja Söringers Vater. Dieser willigt ein nach Frühling zu kommen, wo sich Vater und Sohn durch Katjas Vermittlung endlich miteinander aussprechen.
Katja machen die Probleme der Söringers nachdenklich und sie muss sich eingestehen, dass auch sie ihre Vergangenheit mit ihrem Vater nie aufgearbeitet hat. Sie hatte ihm nie verziehen, dass er sie und ihre alkoholkranke Mutter verlassen hatte. Als Katja sich endlich in das Altersheim aufmacht, in welchem ihr Vater seit Jahren leben soll, kommt sie leider zu spät. Er ist zwei Tage zuvor gestorben.

## Produktionsnotizen
Die Episode wurde vom ZDF in Zusammenarbeit mit „Seven Dogs Filmproduktion“ und UFA Fiction produziert und im Rahmend der ZDF-„Herzkino“-Reihe ausgestrahlt. Die Dreharbeiten erfolgten unter dem Arbeitstitel Der Bergsteiger vom 29. Mai bis zum 14. Juli 2017 in Bayrischzell und Umgebung.

## Rezeption

### Einschaltquote
Bei der Erstausstrahlung am 29. April 2018 wurde Gute Väter, schlechte Väter in Deutschland von 5,35 Millionen Zuschauern gesehen, was einem Marktanteil von 16,9 Prozent entsprach.

### Kritik
Rainer Tittelbach von tittelbach.tv befand „In ‚Gute Väter, schlechte Väter‘ steht ein Extremkletter (Simon Böer) im Mittelpunkt, der immer noch unter seinem Vater (Michael Mendl) leidet. Nicht nur, dass er sich und seine Frau durch seine Gewalttouren in Gefahr bringt, die ganze Familie mit zwei Kindern leidet unter seiner Obsession. Filmisch ähnlich luftig wie ‚Mehr als Freunde‘ ist dieser Konflikt weniger gut nachvollziehbar in seinen psychischen Nuancen – und so löst er sich urplötzlich unter dem Druck einer Extremsituation auf. Besser als die schematische Dramaturgie funktioniert in dieser Episode die private Ebene: Die Heldin erinnert sich einmal mehr an ihren Vater, den sie nie kennengelernt hat. Sie weiß mittlerweile, wo er lebt, und sie will ihn besuchen.“
Die Kritiker der Fernsehzeitschrift TV Spielfilm gaben dieser Folge den „Daumen gerade“ und führten aus: „Ein Kaleidoskop aus Lebensweisheiten und emotionalen Lern- und Heilprozessen folgt wie gehabt.“ Fazit: „Aussöhnungsdrama auf die sanfte Tour.“

## Verweise
- Gute Väter, schlechte Väter bei IMDb
- Gute Väter, schlechte Väter bei Fernsehserien.de
- Gute Väter, schlechte Väter  bei crew united